# Racemetorfan
Racemetorfan – organiczny związek chemiczny, O-metylowa pochodna racemorfanu w postaci mieszaniny racemicznej. Jego dwa enancjomery wykazują zróżnicowane działanie fizjologiczne na organizm człowieka:
- lewometorfan (opioid)
- dekstrometorfan (lek na kaszel i dysocjant)

Jest objęty Jednolitą konwencją o środkach odurzających z 1961 roku (wykaz I). W Polsce jest w grupie I-N Ustawy o przeciwdziałaniu narkomanii.